# Szczęśliwy Lazzaro
Szczęśliwy Lazzaro (wł. Lazzaro felice) – powstały w koprodukcji włoski komediodramat z elementami fantasy z 2018 roku w reżyserii Alice Rohrwacher.

## Premiera
Film miał światową premierę 13 maja 2018 roku w konkursie głównym podczas 71. MFF w Cannes. Na ekrany włoskich kin obraz wszedł 31 maja 2018 roku. W Polsce pokazano go premierowo we Wrocławiu 4 sierpnia 2018 podczas MFF „Nowe Horyzonty”. Na ekrany polskich kin wszedł 8 marca 2019 roku.

## Fabuła
Akcja filmu rozgrywa się we Włoszech w czasach współczesnych. Markiza Alfonsina de Luna wykorzystuje naiwność i brak wykształcenia prostych rolników, uniemożliwiając wyemancypowanie i uwolnienie się z niesprawiedliwego systemu, w którym pracują za darmo. W wiosce mieszka poczciwy Lazzaro, który zawsze jest gotowy do pracy i wszelakiej pomocy. Syn markizy postanawia posłużyć się chłopakiem w upozorowanym porwaniu samego siebie, by w ten sposób wyciągnąć od matki sporą sumę.

## Obsada
- Adriano Tardiolo jako Lazzaro
- Alba Rohrwacher jako Antonia
- Nicoletta Braschi jako markiza Alfonsina De Luna
- Luca Chikovani jako młody Tancredi
- Sergi López jako Ultimo
- Natalino Balasso jako Nicola
- Tommaso Ragno jako stary Tancredi
- Agnese Graziani jako dziewczynka Antonia
- Carlo Massimino jako Pippo
- Edoardo Montalto jako chłopiec Pippo
- Gala Othero Winter jako Stefania
- Ettore Scarpa jako marszałek
- Daria Deflorian jako oszukana
- David Bennent jako Szwajcar

## Produkcja
Zdjęcia kręcono w Bagnoregio, Acquapendente i Tarquinii w prowincji Viterbo, w Castel Giorgio w prowincji Terni, a także w Mediolanie, Turynie, Orbassano i Civitavecchia.

## Nagrody i nominacje (wybrane)
- 71. MFF w Cannes (2018)
  - Wygrana: Nagroda za najlepszy scenariusz - Alice Rohrwacher
  - Nominacja: Udział w konkursie głównym o Złotą Palmę

- Europejskie Nagrody Filmowe (2018)
  - Najlepszy europejski film roku wg uniwersytetów (EUFA) Alice Rohrwacher

- David di Donatello (2018)
  - Nominacje: Najlepszy film, reżyser, aktorka drugoplanowa (Nicoletta Braschi), scenografia (Emita Frigato), kostiumy (Loredana Buscemi), zdjęcia (Hélène Louvart), producent (Carlo Cresto-Dina), scenariusz oryginalny (Alice Rohrwacher)

- MFF w Chicago (2018)
  - Wygrana: Złoty Hugo dla najlepszego filmu